# جورج إملن هير
جورج إملن هير (بالإنجليزية: George Emlen Hare)‏ هو كاهن أنجليكاني أمريكي، ولد في 1808، وتوفي في 1892.